# Куско (регион)
Куско (исп. Cusco, исп. Cuszo, кечуа Qusqu) — регион на юго-востоке Перу. Граничит с регионом Укаяли на севере, регионами Мадре-де-Диос и Пуно на востоке, с регионом Арекипа на юге и регионами Аякучо и Хунин на западе. Административный центр региона — город Куско, бывшая столица Империи Инков.

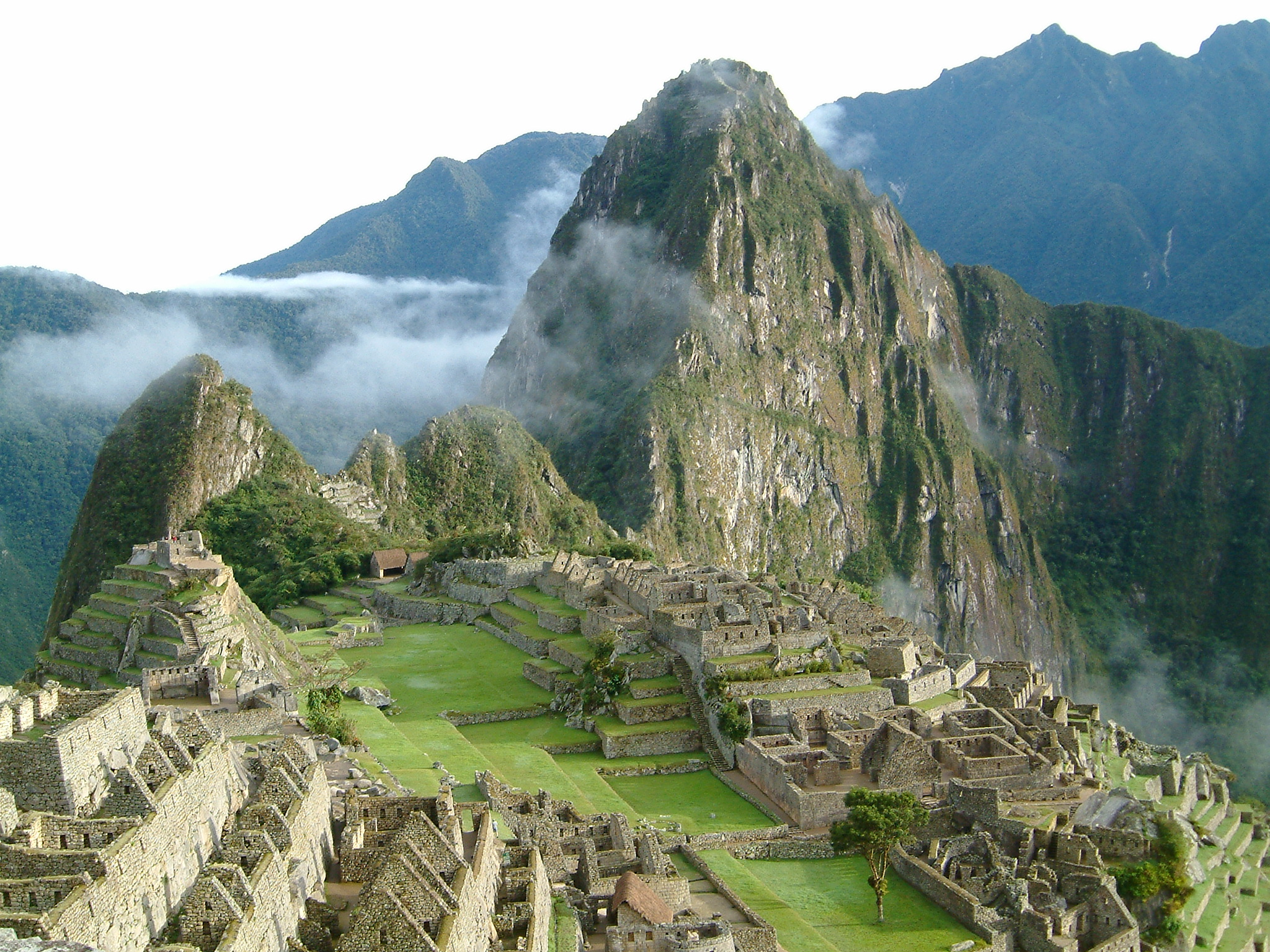
Мачу Пикчу, потерянный город Инков

## Административное деление

Провинции региона Куско.

Регион состоит из 13 провинций, который подразделяются на 108 районов.
| №  | Провинция                     | Административный центр    | Население |
| -- | ----------------------------- | ------------------------- | --------- |
| 1  | Куско (Cuzco)                 | Куско (Cuzco)             | 447 588   |
| 2  | Акомайо (Acomayo)             | Акомайо (Acomayo)         | 22 940    |
| 3  | Анта (Anta)                   | Анта (Anta)               | 56 206    |
| 4  | Калька (Calca)                | Калька (Calca)            | 63 155    |
| 5  | Канас (Canas)                 | Янаока (Yanaoca)          | 32 484    |
| 6  | Канчис (Canchis)              | Сикуани (Sicuani)         | 95 774    |
| 7  | Чумбивилькас (Chumbivilcas)   | Санто-Томас (Santo Tomás) | 66 410    |
| 8  | Эспинар (Espinar)             | Яури (Yauri)              | 57 582    |
| 9  | Ла-Конвенсьон (La Convención) | Кильябамба (Quillabamba)  | 147 148   |
| 10 | Паруро (Paruro)               | Паруро (Paruro)           | 25 567    |
| 11 | Паукартамбо (Paucartambo)     | Паукартамбо (Paucartambo) | 42 504    |
| 12 | Киспиканчи (Quispicanchi)     | Уркос (Urcos)             | 87 430    |
| 13 | Урубамба (Urubamba)           | Урубамба (Urubamba)       | 60 739    |

## География
Юго-восточную часть региона занимают перуанская пуна, сравнительно влажная, ввиду того, что эта территория близка к влажным амазонским лесам. Дождевые леса Амазонии занимают северную часть, на границе с регионами Укаяли и Мадре-де-Дьос. Большую часть региона Куско занимают высокогорные джунгли и горные высокотравные степи, расчлененные каньонами.

## Население
Население региона — около 1 миллиона 200 тысяч человек, прирост за период 2007-2017 гг. — 34 тысячи (0,29 % в год). Плотность населения — 16,75 чел/км². Половая структура: 50,5 % — женщины, 49,5 % — мужчины. Уровень городского населения — 60,7 %. Уровень грамотности — 85,2 %. Преобладают представители народности кечуа (77,3 %). Религиозный состав: католики — 78,8 %, протестанты — 13,4 %, представители других религий — 4,5 %.

## Достопримечательности
- Город Куско — древняя столица инков, старинный город с испанской колониальной архитектурой на фундаменте столицы известнейшей доколумбовой цивилизации.
- Мачу-Пикчу — древний город Америки на вершине горы на высоте 2450 метров над уровнем моря, новое чудо света. Мачу-Пикчу часто называют «город в руинах» или «город среди облаков», также иногда называют «потерянным городом инков». Главная достопримечательность Перу.
- Саксайуаман — цитадель и древний храмовый комплекс в окрестностях города Куско.
- Тамбомачай — археологический памятник, святилище, посвященное культу воды, часто называемый Банями инков.
- Карнавал де Сан Пабло.
- Урубамба — священная долина инков.
- Аусангате — высочайшая вершина региона.
- Морай — древний инкский город, славящийся огромными круглыми террасами

## Галерея

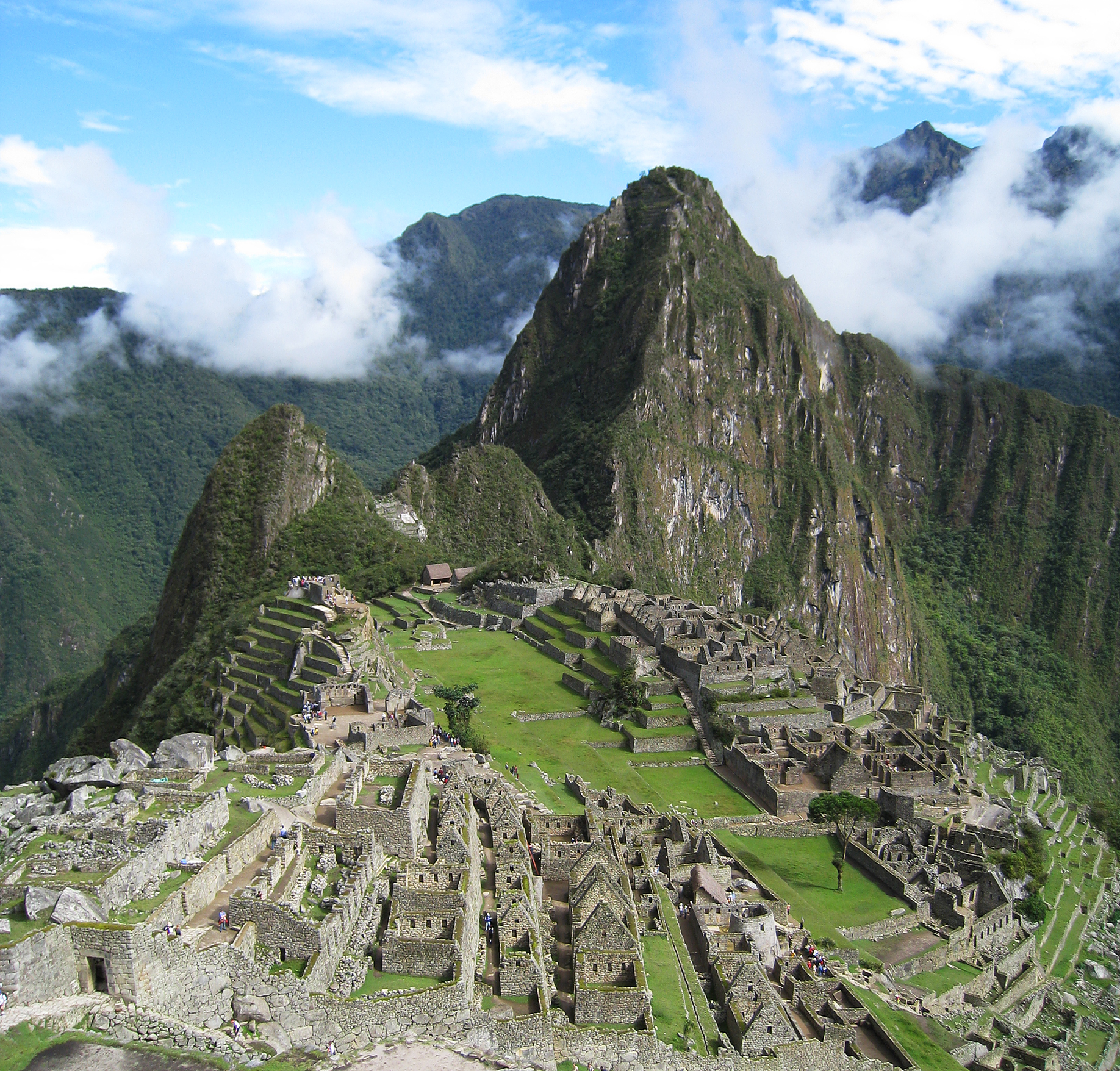
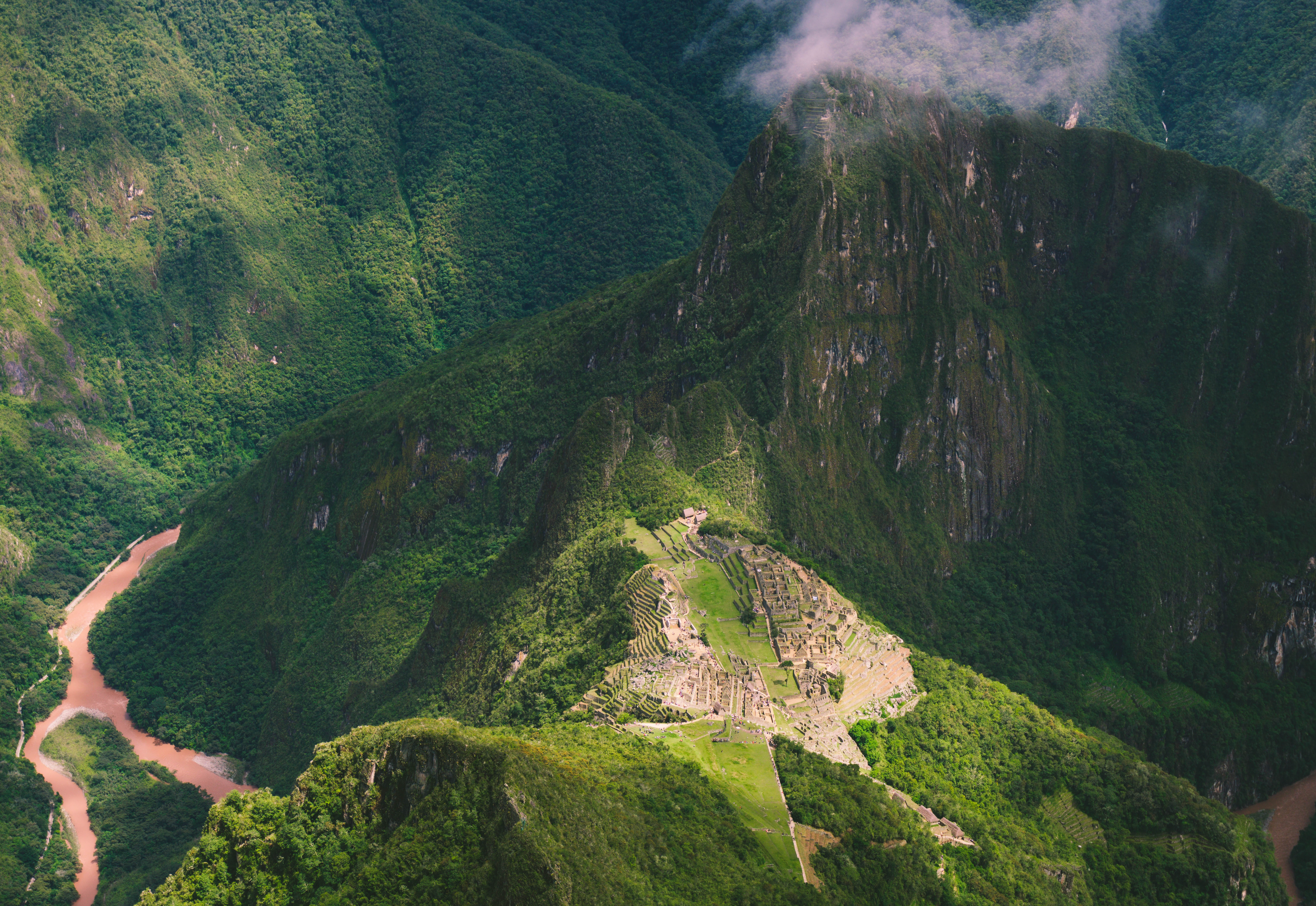
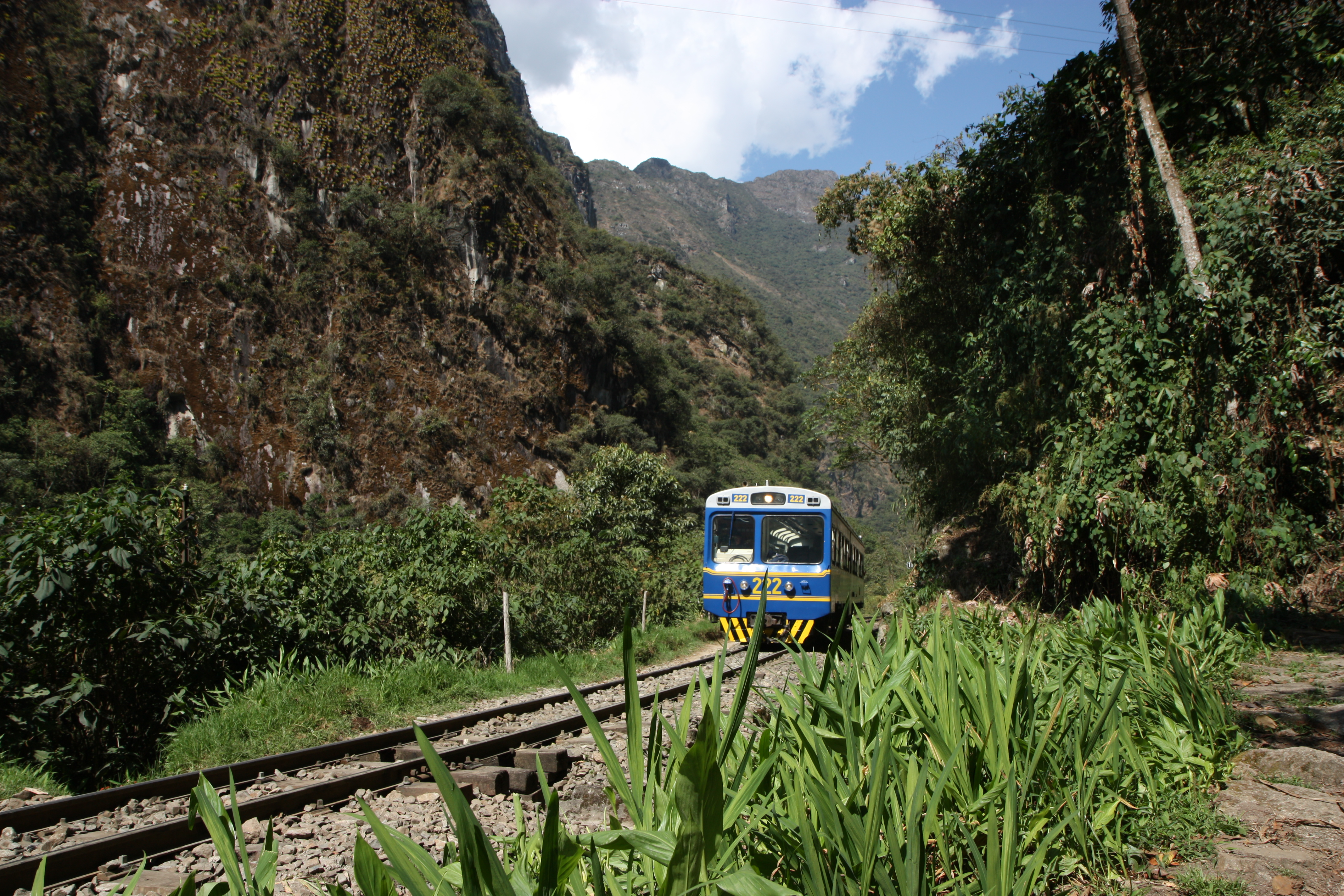
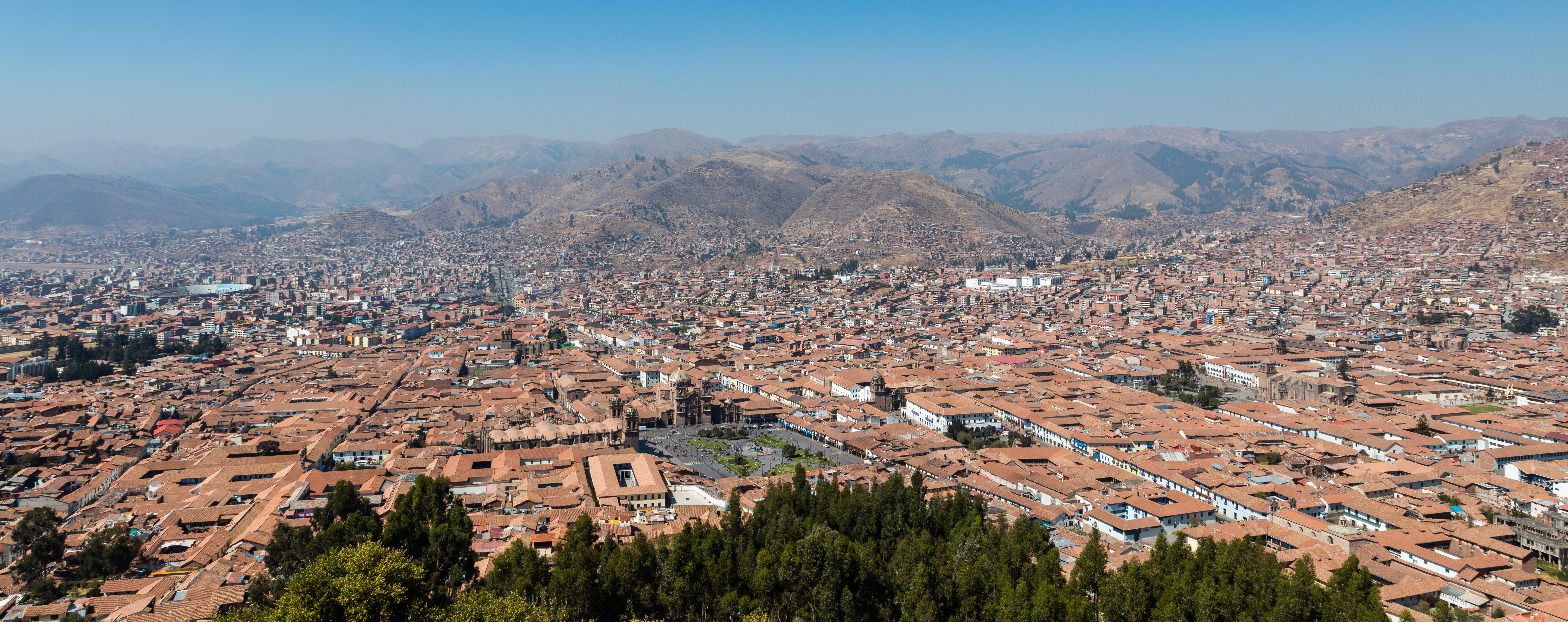
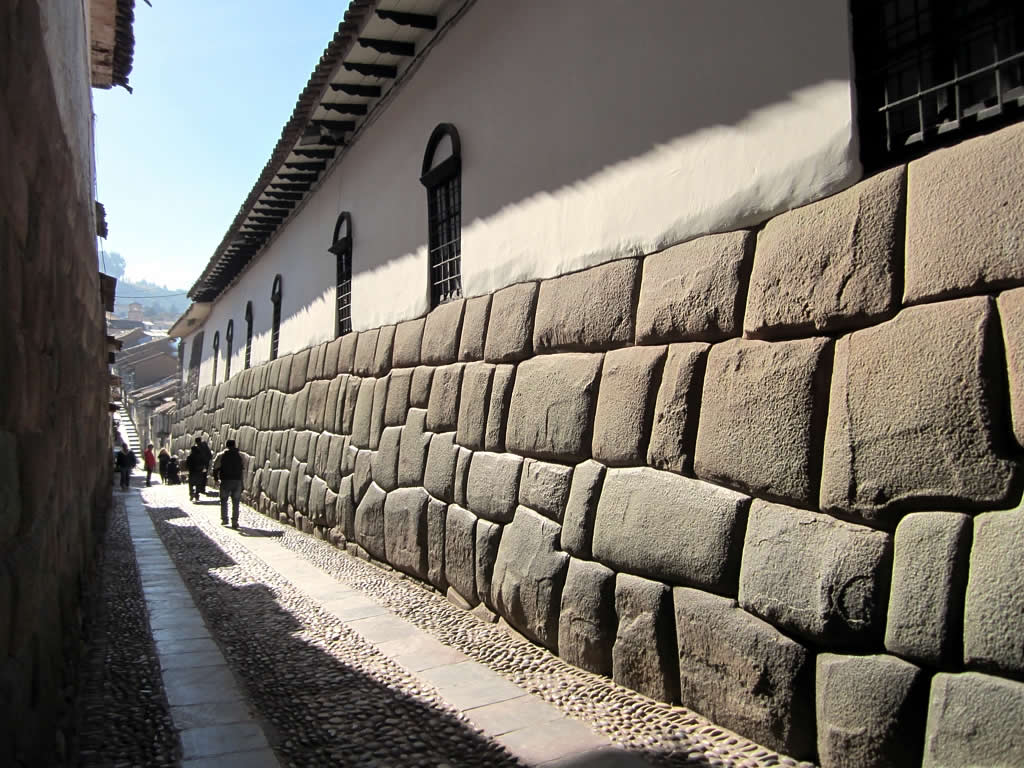
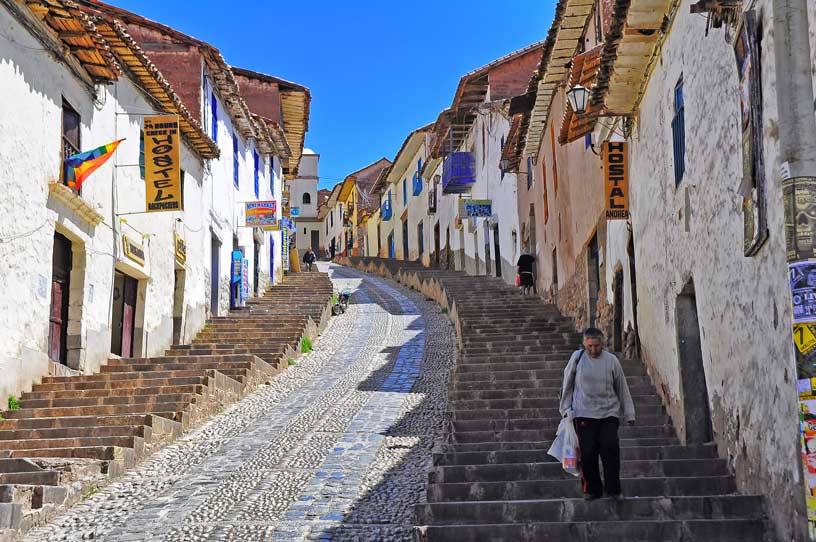
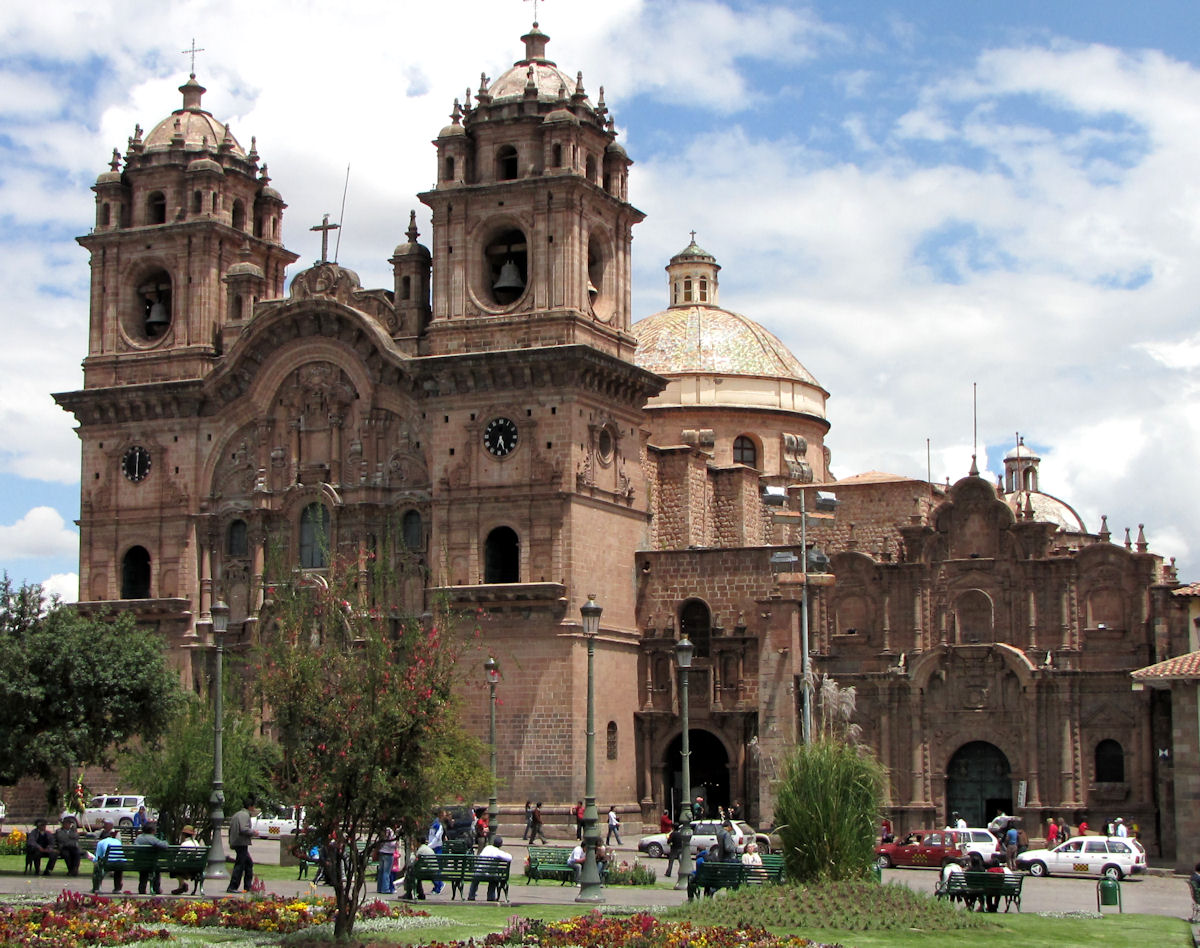
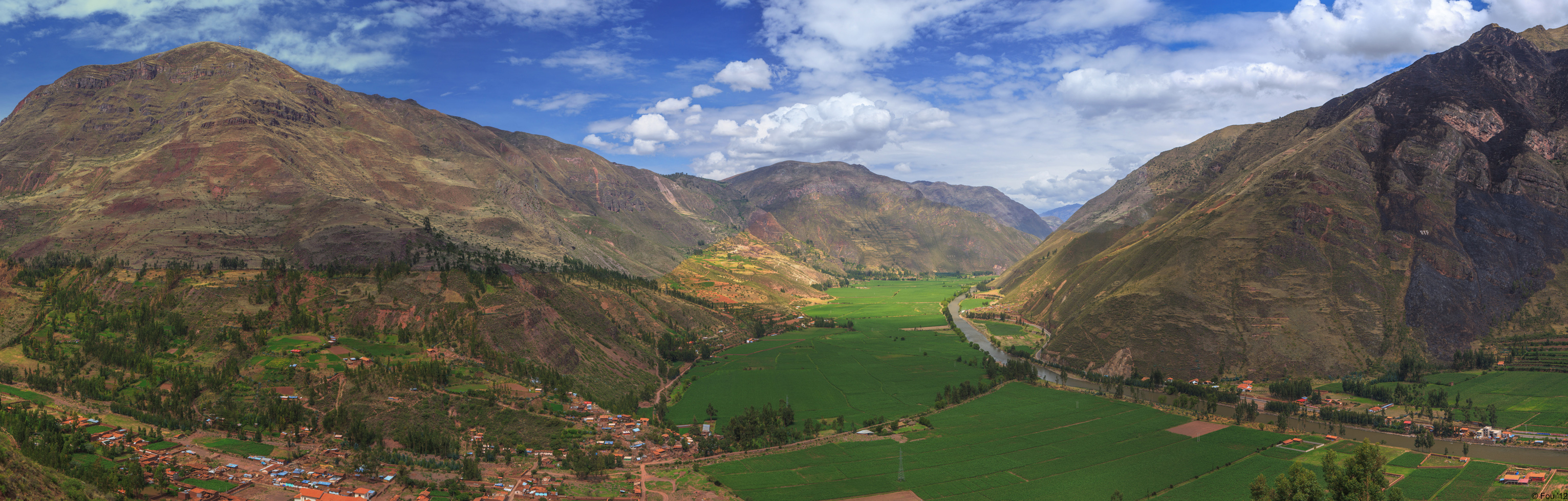
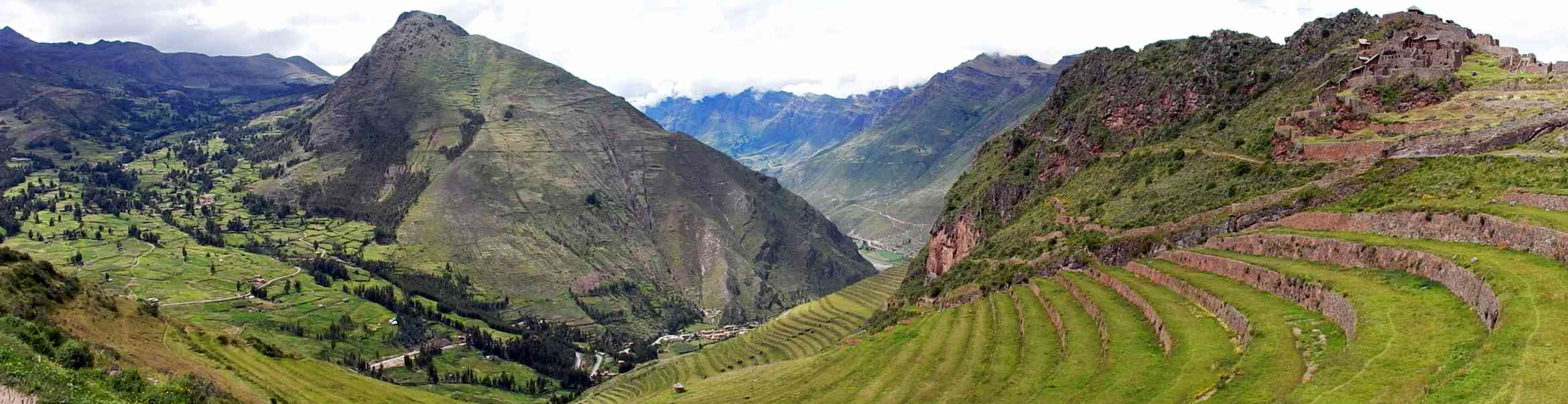
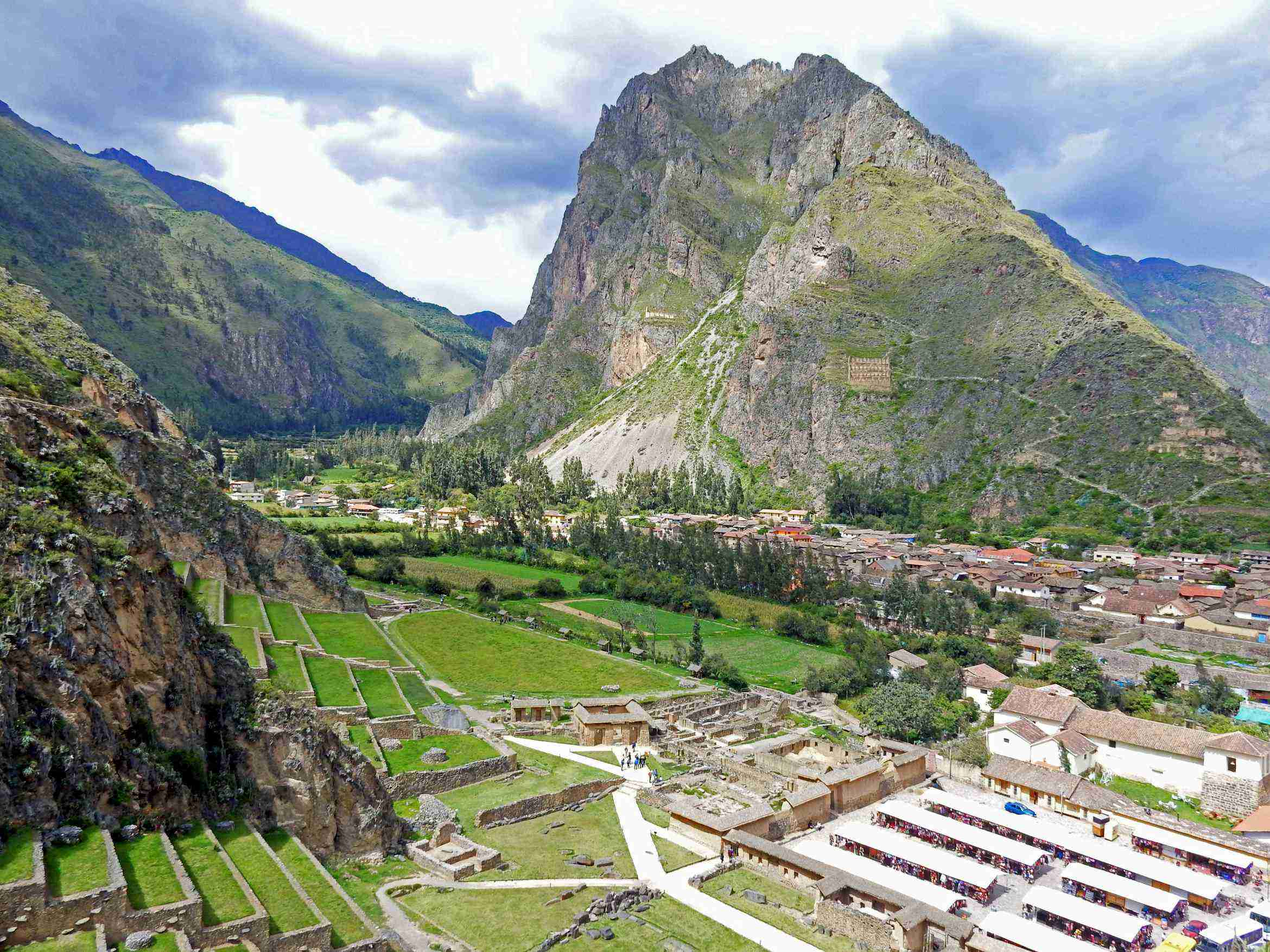
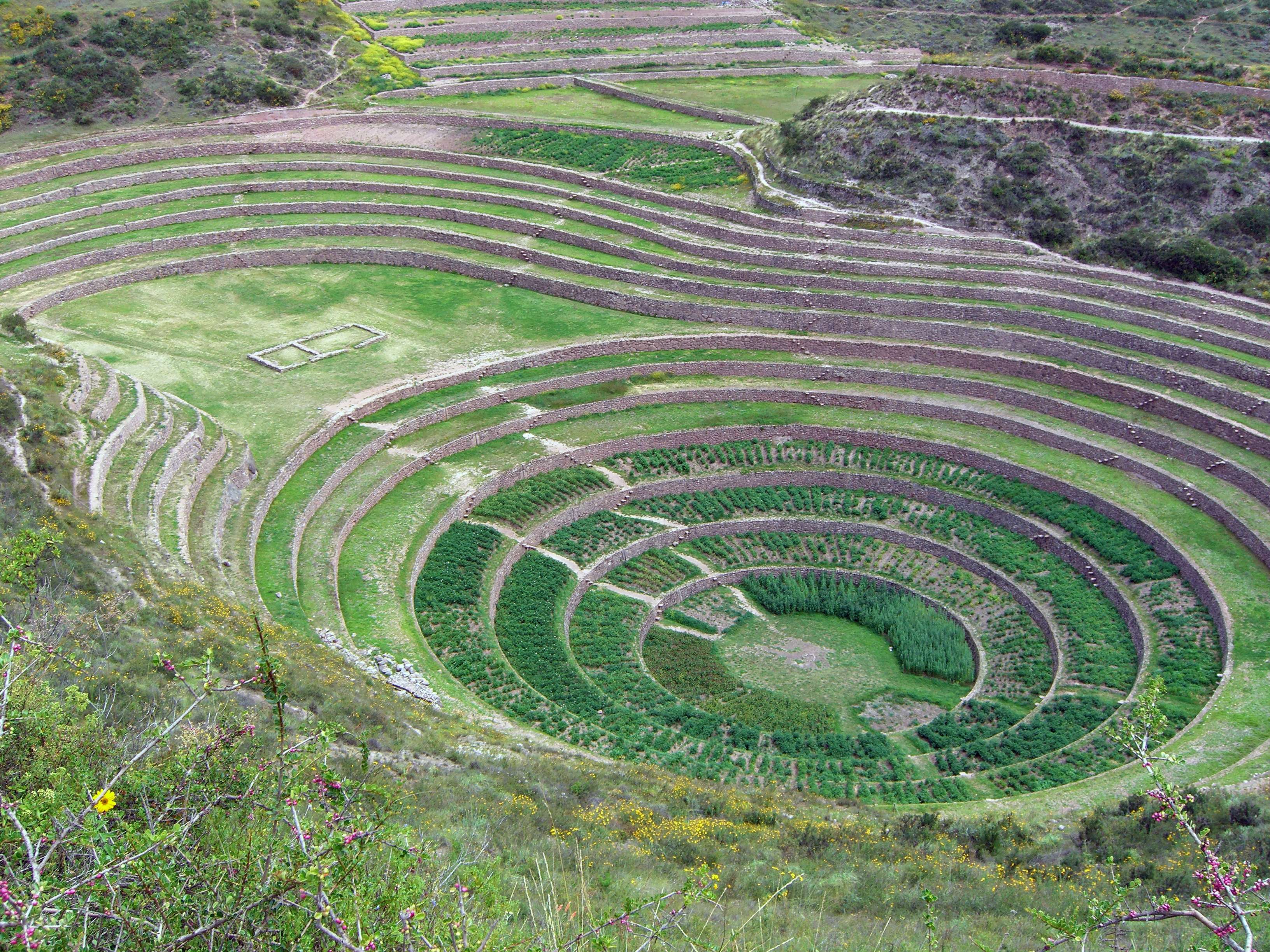
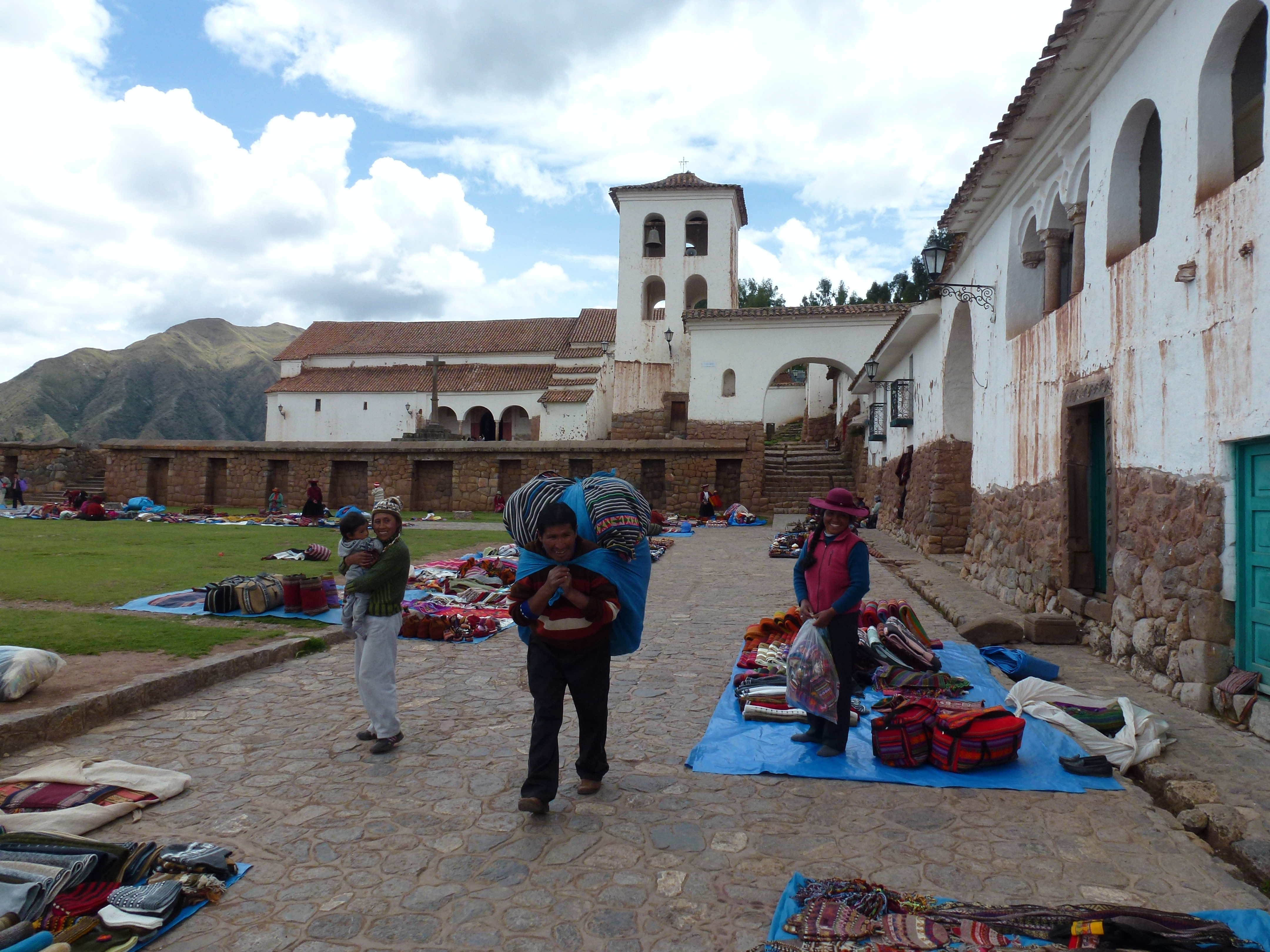
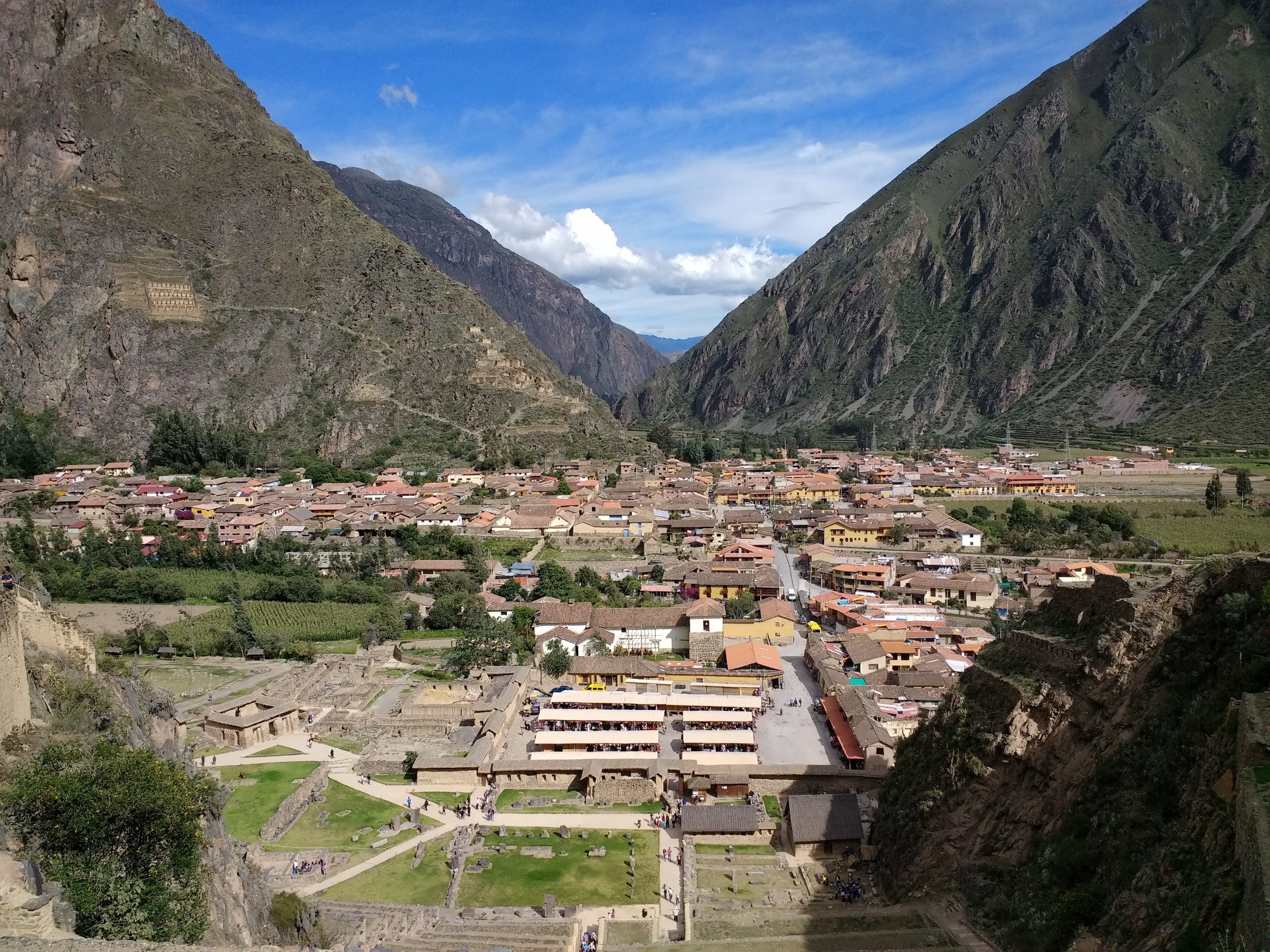
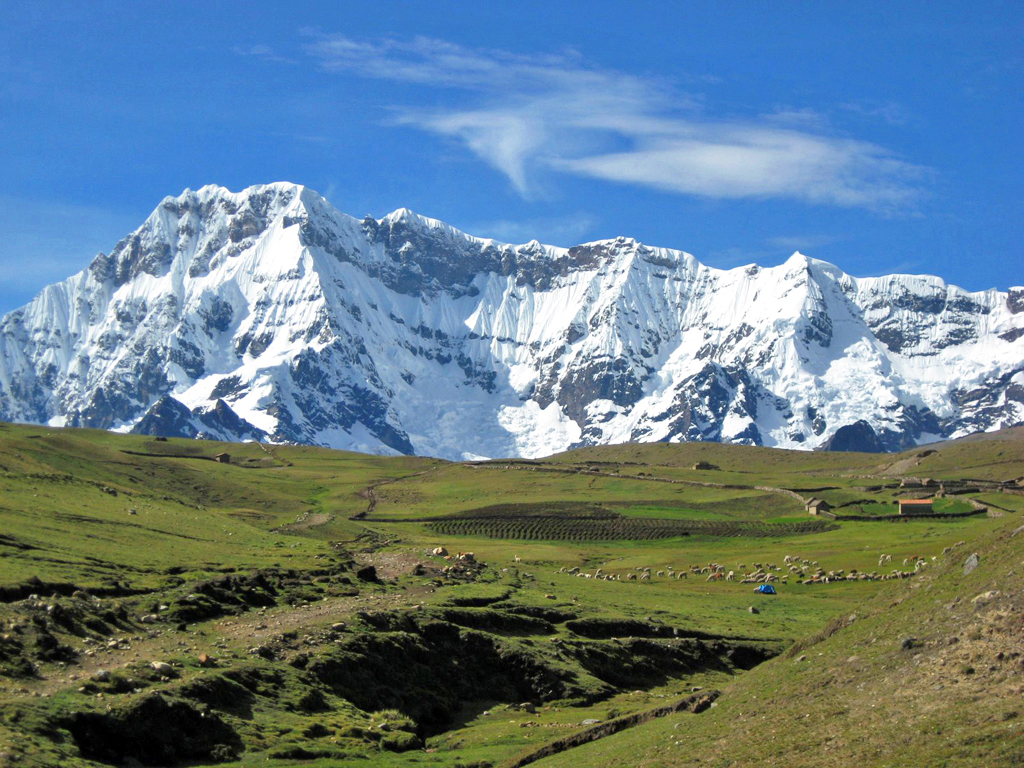
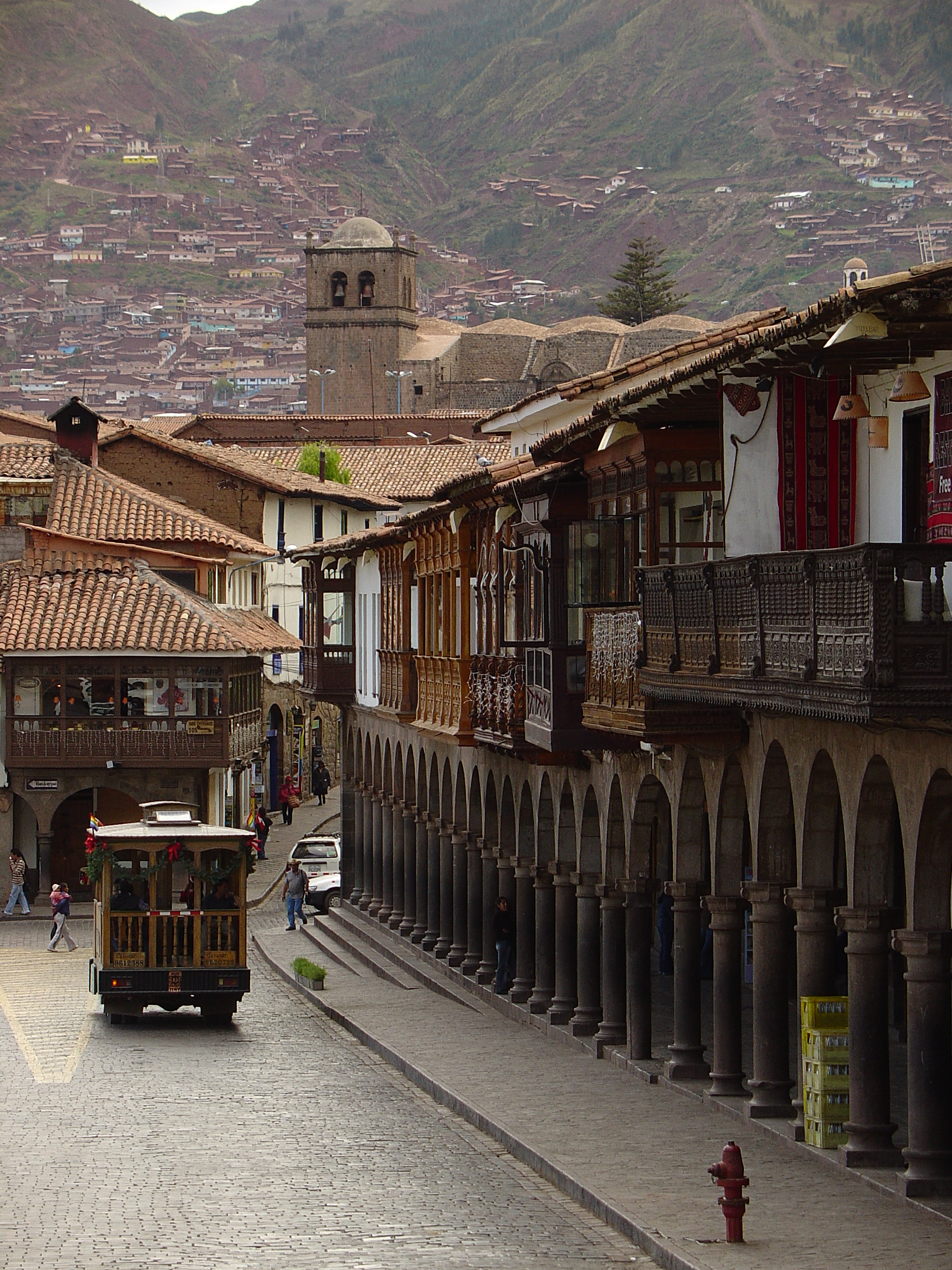